# Consensus Bremensis

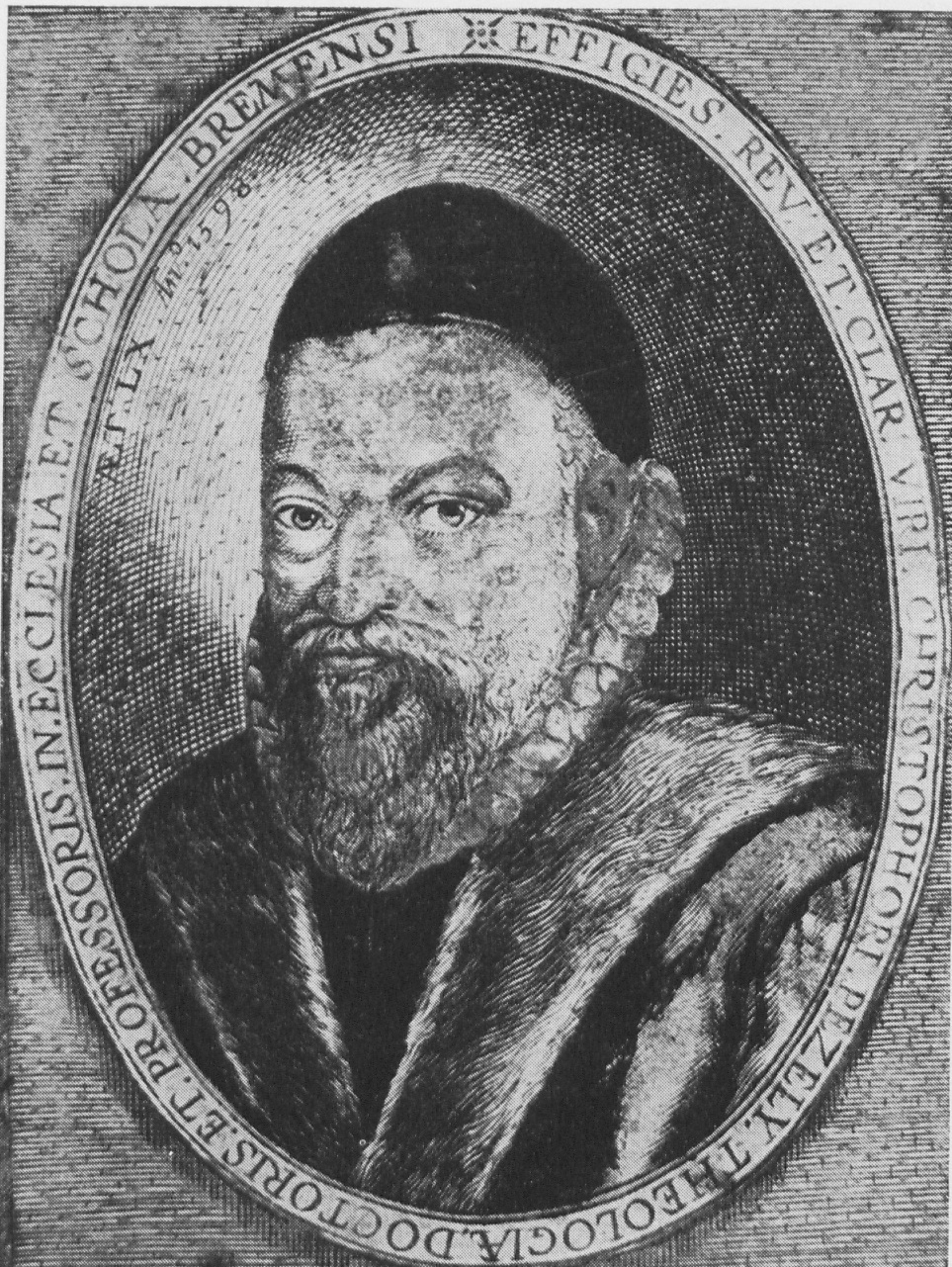
Christoph Pezel (1539–1604), Autor des Consensus.
Kupferstich von 1598.

Der Consensus Bremensis, eigentlich Consensus Venerandi Ministerii Bremensis, ist eine 1595 verfasste Bekenntnisschrift evangelischer Reformatoren in Bremen.
1522 hatte die Reformation in Bremen Einzug gehalten. Seit der Mitte des 16. Jahrhunderts bestimmte ein Richtungsstreit zwischen Lutheranern und Anhängern Melanchthons die nicht nur unter Theologen, sondern ganz entscheidend auch im Bremer Rat geführte Diskussion. Die sogenannte „Zweite Reformation“, in der auch Bremen sich immer deutlicher der reformierten Lehre zuwandte, ohne allerdings Huldrych Zwingli und Johannes Calvin in allem zu folgen, fand ihren kodifizierten Ausdruck in dem weitgehend von Christoph Pezel verfassten Consensus Bremensis. Formal lag die Autorschaft dieser Programmschrift beim Venerandum Ministerium, einem Organ der Bremischen Kirche, das aus den Geistlichen der vier alt-, neu- und vorstädtischen Kirchen bestand. Der Rat war an die Beschlüsse des Kirchenorgans nicht gebunden.
Der Consensus wurde von allen städtischen Geistlichen unterzeichnet, er galt natürlich auch für die Prediger im Bremer Landgebiet. Vom Rat wurde die neue Kirchenverfassung stillschweigend anerkannt. Bis 1608 und von 1628 bis 1635 hatten alle neuen Geistlichen sie zu unterschreiben.
Der erste Abschnitt handelt von der Gültigkeit der Augsburger Konfession und anderer grundlegender evangelischer Bekenntnisschriften. Der zweite Abschnitt setzt sich mit aktuellen protestantischen Lehrmeinungen auseinander und bezieht Position gegen Martin Luther, Kaspar Schwenckfeld, die Wiedertäufer und Ubiquitisten. Die Prädestinationslehre wird im Sinne Melanchthons und Calvins ausgebreitet. Mit seinen Aussagen zu den Zeremonien setzt sich Pezel gegen Luther und Melanchthon ab. Die Sakramente seien keine Bedingung für die Erlangung der Seligkeit, Fasten, Heiligenverehrung, Messgewänder und Privatkommunion werden verworfen, Bilder sollen aus den Kirchen entfernt werden. Der dritte Hauptabschnitt betrifft die Kirchendisziplin und das Verhältnis zwischen kirchlicher und weltlicher Gerichtsbarkeit.
Im 18. Jahrhundert verliert sich die zuvor schon nicht durchgängige Gültigkeit des Consensus vollends. Seine 1860 erstmals erschienene Druckfassung hatte nur noch wissenschaftlich-kirchenhistorischen Quellenwert.

## Text
- Heinrich Heppe (Hrsg.): Die Bekenntnisschriften der reformirten Kirchen Deutschlands (Ders.: Schriften zur reformirten Theologie. Band 1). Verlag von R. L. Friderichs, Elberfeld 1860, S. 147–243.
- Ernst Friedrich Karl Müller: Die Bekenntnisschriften der reformierten Kirche. In authentischen Texten mit geschichtlicher Einleitung und Register. Leipzig 1903, S. 739–798 – Internet Archive (Textedition).
- Andreas Mühling (Hrsg.): Consensus Bremensis. In: Heiner Faulenbach u. a. im Auftrag der EKD (Hrsg.): Reformierte Bekenntnisschriften, Bd. 3/1, Neukirchener Theologie, Neukirchen-Vluyn 2012, ISBN 978-3-7887-2528-0, S. 303–314.